# ЗАЗ Запорожець

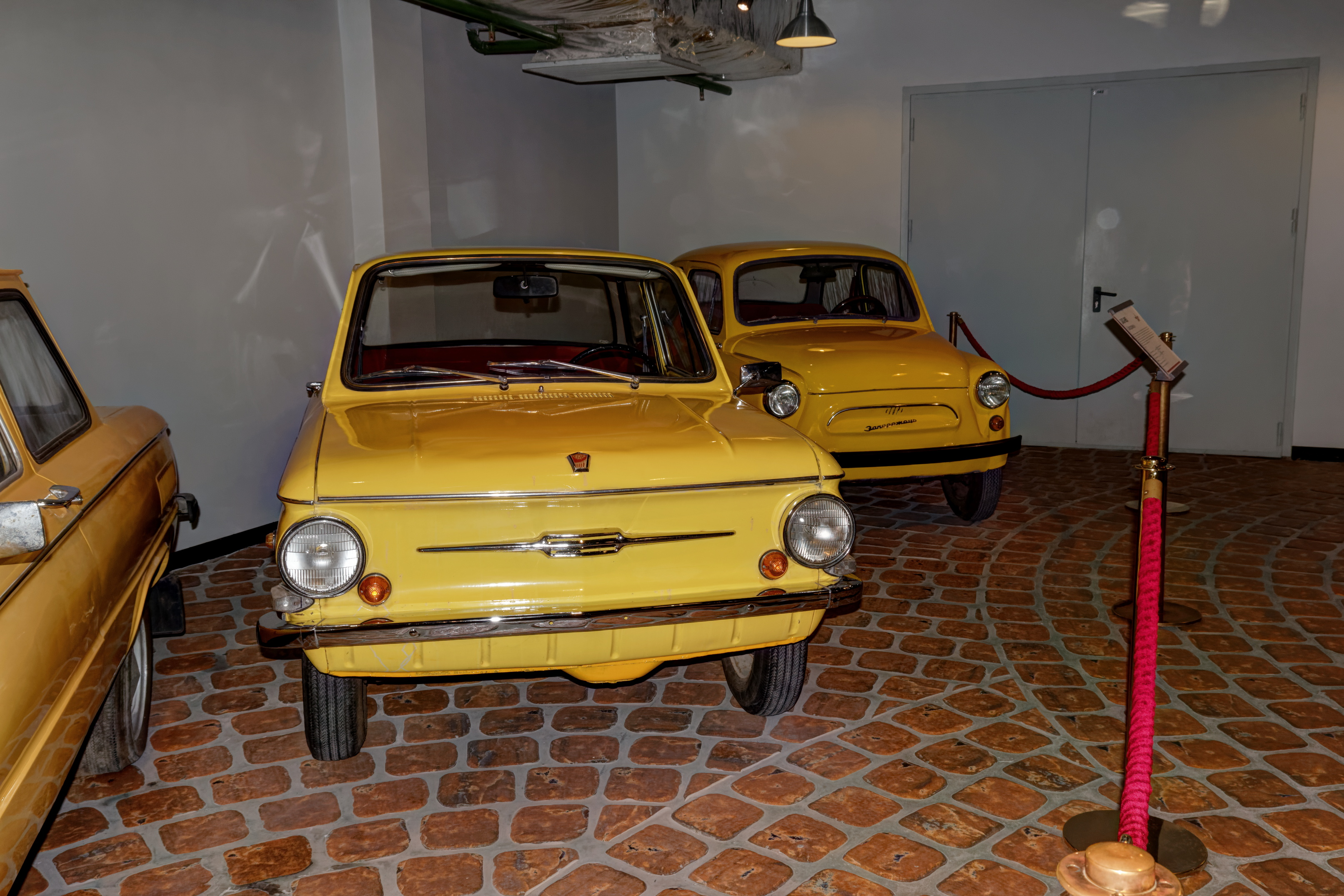
ЗАЗ-968 та ЗАЗ-965 «Запорожець»

ЗАЗ «Запорожець» — совєтський автомобіль малого класу, яскравий приклад творіння совєцької планової економіки. Позиціонувався як мікролітражний автомобіль. Виробник — Запорізький завод «Комунар», в місті Запоріжжя, Україна в час совєцької окупації.
Участь в розробці автомобіля брали: Московський завод малолітражних автомобілів (МЗМА), АвтоЗАЗ-Мотор (МеМЗ), Ірбітський мотоциклетний завод (ІМЗ), Науковий автомоторний інститут (НАМІ).
Особливістю компонування автомобіля є розташування двигуна повітряного охолодження в задньому відсіку кузова, вперше застосоване в совєцькому союзі для легкових автомобілів.
Всього з 1960 по 1994 рік було виготовлено 3 422 444 автомобілів «Запорожець» різних моделей.

## Історія

### ЗАЗ-965/ЗАЗ-965A

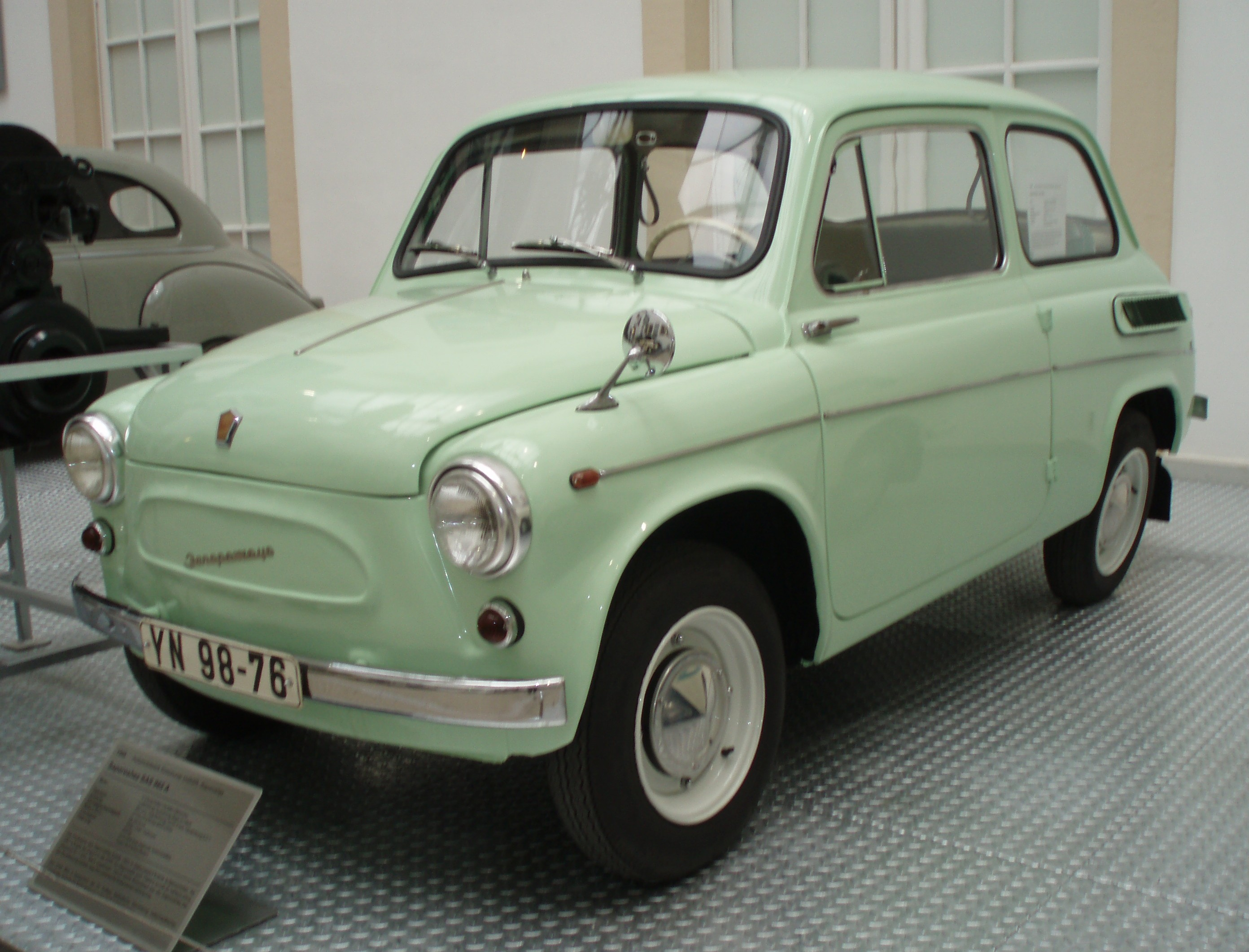
ЗАЗ-965A

Створений 1960 року, ЗАЗ-965 мав двигун потужністю тільки 23 к.с., з робочим об'ємом 0,75 л..
1962 року — 27 к.с. і 0,9 л..

### ЗАЗ-966/ЗАЗ-966A

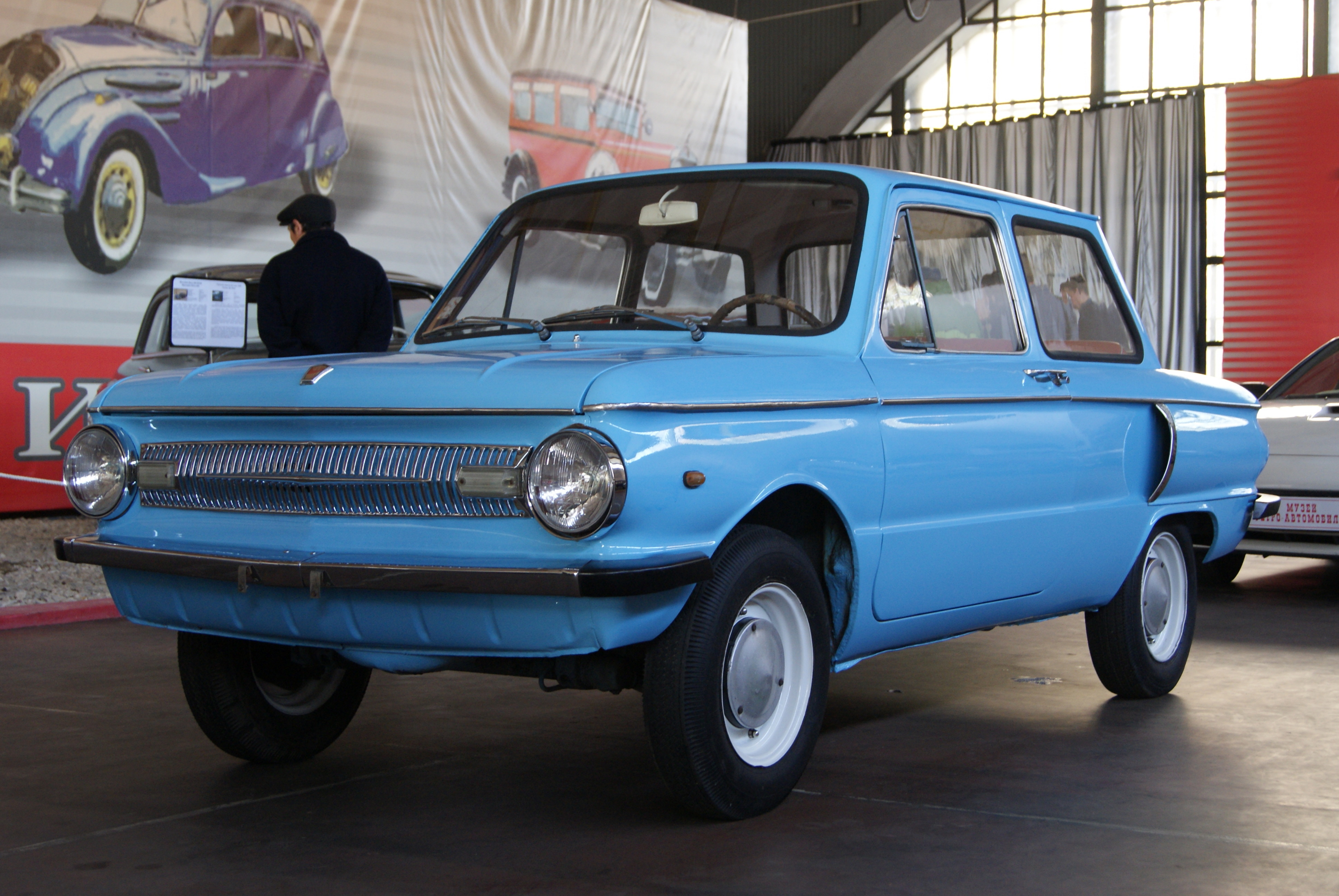
ЗАЗ-966

1966 року була змінена конструкція впускного тракту та карбюратора і потужність при такому ж літражі була доведена до 30 к.с.. При цьому вдалось вберегти взаємозамінність вузлів основних агрегатів.
Одночасно на заводі вживалися заходи для збільшення пробігу двигуна до капітального ремонту. Починаючи з 25-30 тис. км у 1962 році цю цифру доведено до 75 тис. км у 1968 році.
Модернізований двигун МеМЗ-966 названо МеМЗ-966А. Конструктивні зміни забезпечили підвищення потужності, надійності, довговічності і економічності. При дотриманні правил експлуатації новий двигун збільшував пробіг автомобілю до першого капітального ремонту до 75 тисяч кілометрів, тоді, як до модернізації, після 50 тисяч кілометрів доводилося, як правило, замінювати, ряд деталей циліндро-поршневої групи, вкладки, шатунні вальниці.
Конструктори намагались зберегти взаємозамінність між моделями деталей і, де це можливо, вузлів. Модернізований двигун взаємозамінний з своїм попередником. Після довгого очікування в черзі на придбання «Запорожця», купленого 2-4 роки тому (в 1964—1962 рр.), власник ,наїздивши 40-60 тис. км, приступаючи до ремонту двигуна, може придбати вузли і деталі МеМЗ-966А.
У нового двигуна збільшено діаметр і змінена форма впускних клапанів у головці циліндрів. Всі деталі, якими комплектується нова головка циліндрів, крім сідла і впускного клапана, також взаємозамінні з деталями, встановленими в головках циліндрів попередніх випусків (пружини, тарілки, сухарі, клапани, напрямні тощо). Покращено оребрення, проходи для охолоджувального повітря. Нова головка циліндрів в зборі взаємозамінна з головкою циліндрів старих випусків.
Модернізований двигун забезпечувався карбюратором К-125 виробництва Ленінградського карбюраторного заводу. Новий карбюратор вирізняється досконалою схемою, що забезпечує двигунові не тільки підвищення потужності, а й поліпшення економічності. На двигуні збільшено діаметр каналу і змінено фланець для кріплення карбюратора біля впускної труби.
Впускна труба в зборі з карбюратором К-125 взаємозамінна з аналогічним вузлом попередньої конструкції, фланець якої розрахований на встановлення карбюратора К-123. При встановленні карбюратора К-125 замість К-123 обов'язково разом з впускною трубою необхідно замінити і повітряний фільтр.
Контрольні випробовування автомобіля з двигуном МеМЗ-966А підтвердили, що економічність і динаміка автомобіля покращилися. Швидкість зросла на 8-12 км/год, а витрата палива на 100 км знизилася приблизно на 1 л.
Серйозних змін зазнав повітряний фільтр, що значно збільшило термін роботи двигуна. У новому фільтрі повітряний опір менший, ніж у фільтрі старої конструкції. Завдяки спеціальному пристрою для збереження постійної швидкості протікання повітря над ванною з оливою під час різних режимів руху, фільтр добре очищує повітря і на малих обертах. Саме це було однією з основних передумов до збільшення терміну служби деталей циліндро-поршневої групи.
Замінено генератор змінного струму потужністю 250 вт замість генератора постійного струму — 165 вт. Це дозволило водієві взимку менше турбуватися за акумулятор. Це також є важливим у міських умовах, де часті зупинки і запуски двигуна.
Напрямний апарат нової конструкції в зборі з вентилятором і генератором взаємозамінний з однойменним вузлом старої конструкції. Перехід на генератор змінного струму вимагає додаткового встановлення на автомобіль випрямляча і реле.
Щоб покращити тепловий режим двигуна без збільшення розмірів вентилятора і затрат потужності на його роботу, на автомобіль встановлюють масляний радіатор нової конструкції і систему дефлектування циліндрів і їх головок. Радіатор такої конструкції потребує вдвічі менше повітря, ніж попередній, для охолодження оливи до тієї ж температури. Дефлектори, прилягаючи до оребрених поверхонь, дають потрібний напрям повітряному потокові.
В нового двигуна змінена конструкція шпильок, на яких кріпляться головки циліндрів. Вони тонші в середній стержньовій частині і мають більшу можливість розтягуватися під дією сил, які виникають від теплового розширення циліндрів і головок циліндрів. Видовжуючись, шпильки не перенапружують різьбове з'єднання з картером.
Сама головка розрізана впоперек у нижній частині ребер. Головка з розрізом менше схильна до жолоблення і краща для ущільнення стику з циліндром. Поршні модифікованого двигуна мають посилену головку ступеневої форми (різні діаметри) на ділянці розміщення поршневих кілець. Ці поршні взаємозамінні з поршнями старої конструкції.
Надійнішою стала система випуску відпрацьованих газів. Труби з'єднуються за допомогою фланців. Стальна шестерня приводу масляного насосу замінена на бронзову. Взаємозамінність деталі повністю збережена.
До числа інших конструктивних змін, які так чи інакше впливають на надійність і довговічність силового агрегату, треба зарахувати встановлення підшипника з сепаратором для переднього кінця валика зчеплення. Ряд змін зроблено для покращення герметизації місць ущільнення.
Конструктори очікували, що при правильній експлуатації «Запорожця» пробіг 75 000 км до першого ремонту стане нормою .

### ЗАЗ-968/ЗАЗ-968М

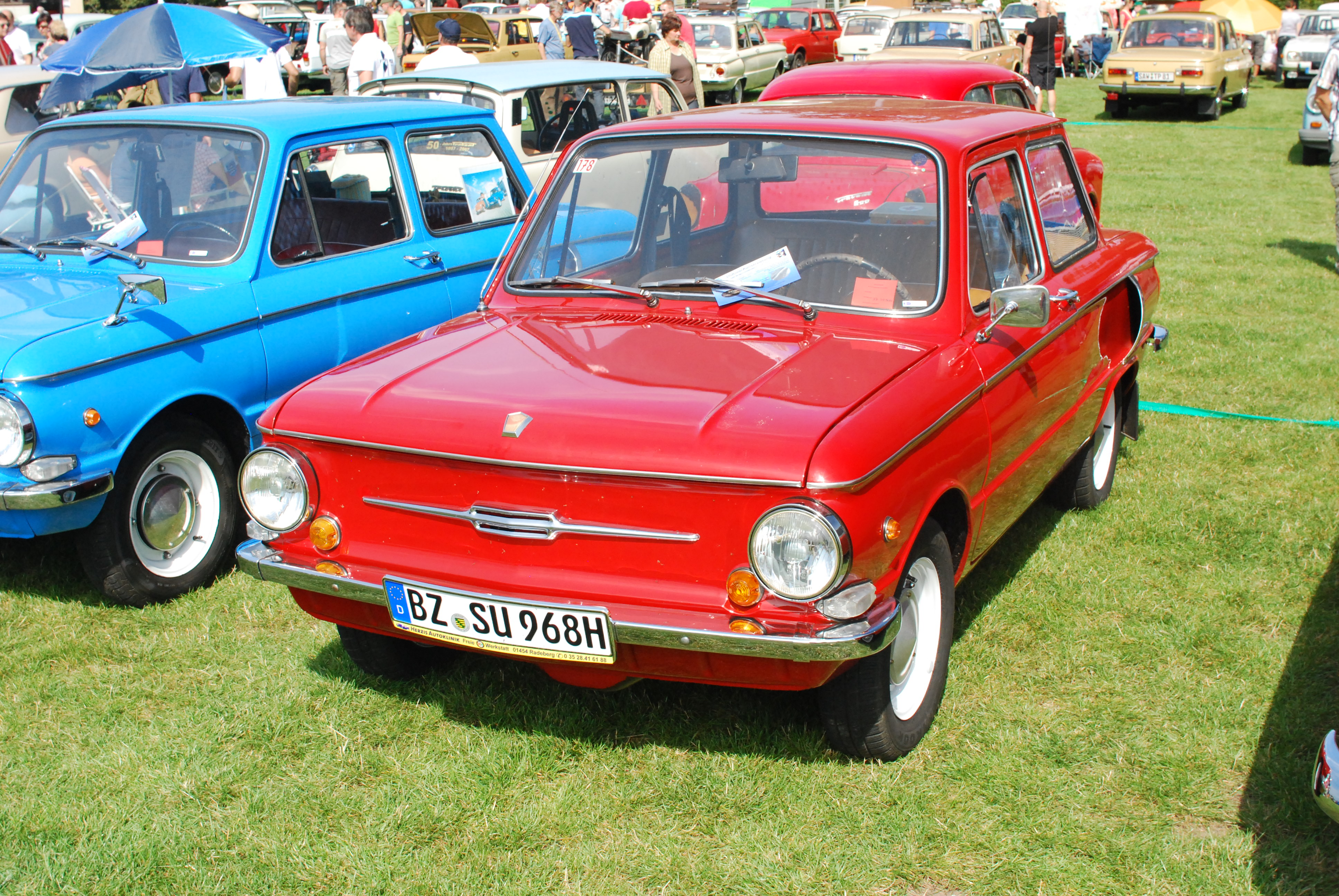
ЗАЗ-968

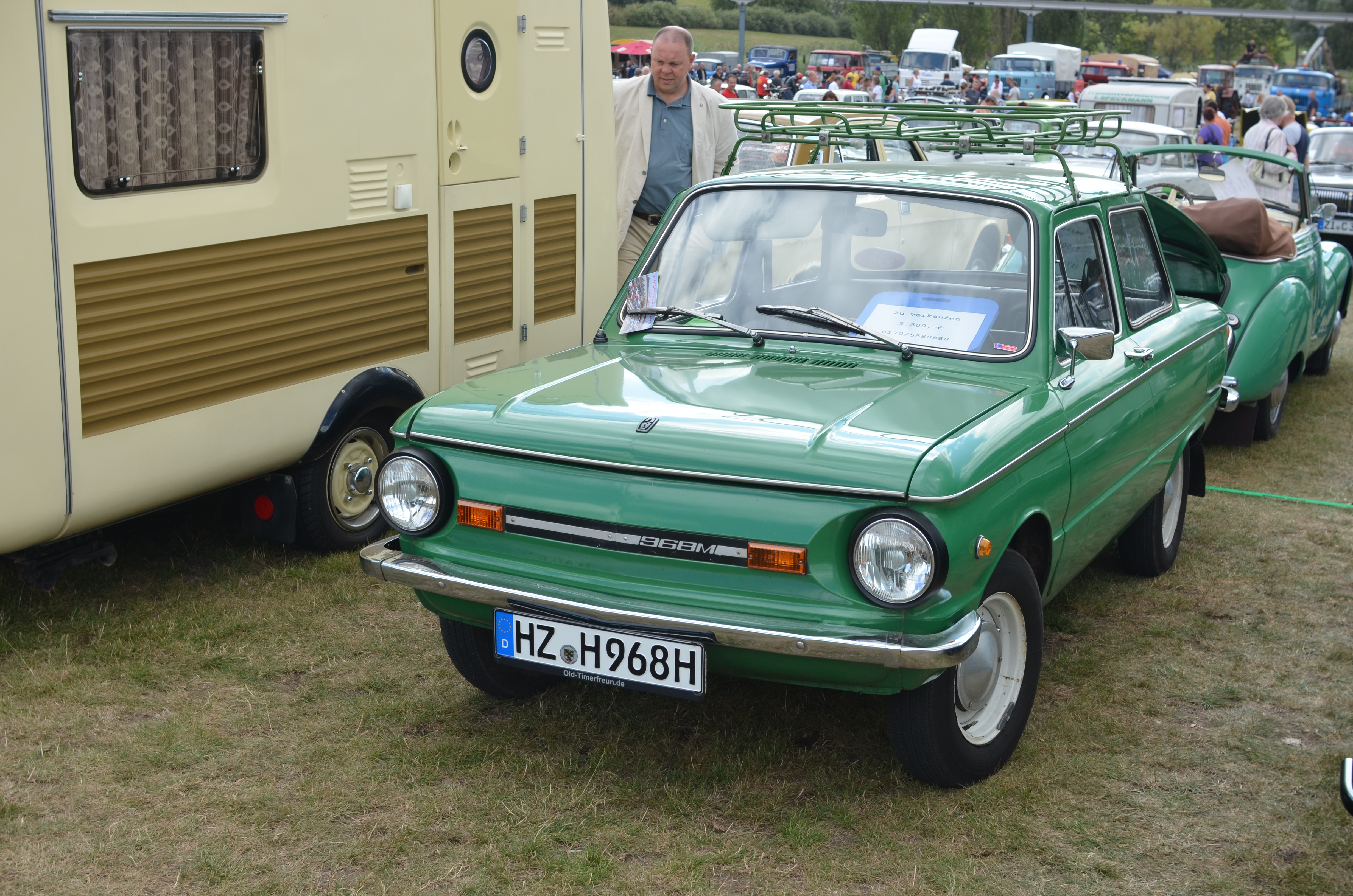
ЗАЗ-968М

В квітні 1968 року з конвеєра заводу «Комунар» зійшли перші «Запорожці» з силовим агрегатом МеМЗ-968.
Пробіг двигуна до капітального ремонту збільшився з 25-30 тис. км у 1962 році до 75 тис. км в 1968 році. На цьому можливості агрегату «965»—"966" були практично вичерпані. Потрібний був потужніший двигун, причому такий, який можна би було встановити на «Запорожці» моделі 966 без переробки мотовідсіку. Він був створений на Мелітопольському моторному заводі. Новий агрегат, як і його попередник, об'єднував в одному блоці двигун, механізм зчеплення, коробку передач і головну передачу. Двигун отримав назву МеМЗ-968. Двигун — чотиритактний, чотирициліндровий, V-подібний, повітряного охолодження. Робочий об'єм — 1,2 л.
Принципово відрізняється від старої система охолоджування. Повітря нагнітається між циліндрами і входить в терморегулюючі автоматичні пристрої. Вони або скеровують в моторний відсік теплий потік для нагріву двигуна, або, навпаки, відводять тепло назовні.
Заново сконструйовані впускний тракт, канали впускних клапанів і камера згоряння. Хороше охолодження і по-новому організований процес згорання дозволили збільшити ступінь стискування до 7,2-7,3 при нормальній роботі на бензині А-76.
Литий колінчастий вал із високоміцного чавуну обертається в корінних підшипниках із сплаву алюмінію з цинком. Шатунні підшипники — сталево-алюмінієві. Це забезпечило хорошу зносостійкість всього кривошипно-шатунного механізму. При випробовуваннях знос шийок валу не перевищував 0,2 мікрони на 1000 км пробігу. Зменшенню зносу немало сприяє високий тиск оливи в системі, створюваний насосом високої продуктивності. Олива очищується в центрифузі, розміщеній на кінці колінчастого валу і суміщеній зі шківом приводу генератора і вентилятора.
Стальні маслознімні і компресійні кільця значно зменшили витрати оливи — при швидкості 100 км/год новий двигун потребує 25-40 г на 100 км. Таблиця порівнянь старого і нового двигуна:
| Параметри                                            | МеМЗ-966А | МеМЗ-968 |
| ---------------------------------------------------- | --------- | -------- |
| Діаметр циліндра, мм                                 | 72        | 76       |
| Хід поршня, мм                                       | 54,5      | 66       |
| Робочий об'єм, см3                                   | 687       | 1197     |
| Максимальна потужність (при обертах в хвилину), к.с. | 30/4000   | 40/4400  |
| Максимальний крутний момент, кгм                     | 5,5       | 7,8      |
| Ступінь стискування                                  | 6,5       | 7,2      |
| Застосовуваний бензин                                | А-72      | А-76     |

Зміни інших механізмів силового агрегату :
Ведений диск механізму зчеплення має демпферні пружини (чого не було раніше), значно пом'якшуючи і покращуючи його роботу.
Великих змін зазналала конструкція коробки передач. Вона, як і раніше, чотириступінчата, четверта передача пришвидшуюча (передаточне відношення 0,93). Коробка повністю синхронізована, з постійним зачепленням всіх шестерень, крім передачі заднього ходу. Масловипускні пробки агрегату забезпечені магнітними вловлювачами металевих частинок.
Дані випробовувань:
| Показники (дані випробовувань) | Модель автомобіля | Модель автомобіля |
| Показники (дані випробовувань) | ЗАЗ-966В          | ЗАЗ-966           |
| Силовий агрегат                | МеМЗ-968А         | МеМЗ-968          |
| Максимальна швидкість, км/год  | 100               | 120               |
| Час розгону, сек:              |                   |                   |
| від 0 до 120 км/год            | 12                | 8,0               |
| Витрата оливи, г/100 км        | 60-80             | 25-40             |

## Модельний ряд
- ЗАЗ-965 і ЗАЗ-965А (прототипом якого була модель Fiat 600 1956 року). В народі цю модель називають «горбатий» «Запорожець». Випускалася в 1960—1969 роках.
- ЗАЗ-966, −966В, ЗАЗ-968, −968А і −968М (прототипом якого була модель NSU Prinz 4 1961 року).

Всі автомобілі «Запорожець» мали ряд характерних особливостей конструкції: задньомоторне компонування з поздовжнім розміщенням консольно підвішеного двигуна за задньою віссю і коробки передач у межах колісної бази; кузов типу «дводверний седан», V — подібний чотирициліндровий карбюраторний двигун з повітряним охолодженням; незалежну підвіску всіх коліс; автономний бензиновий огрівач салону.
Двигун, зчеплення, коробка передач і головна передача були об'єднані в один агрегат.
Планували випуск моделі ЗАЗ-968, створену за законами люксового купе. Але цей автомобіль так ніколи і не був випущений.

## Ювілей
З 15 по 16 липня 2016 року в Запоріжжі пройшов 8-й міжнародний зліт власників автомобілів «Запорожець», який був приурочений до 50-річчя початку випуску ЗАЗ-966. 16 липня 2016 року, «Запорожці» організованою колоною проїхалися містом, після чого зробили зупинку на центральній площі, де з автомобілів були побудовані фігури ЗАЗ — 50.
У зльоті брали участь понад 50 автомобілів любителів і шанувальників «Запорожців» з усієї України, а також представники Білорусі, Німеччини та Польщі. Найстарішою моделлю на зльоті була модель 1959 року випуску.